# Siergiej Kamienski
Siergiej Igoriewicz Kamienski (ros. Сергей Игоревич Каменский; ur. 7 października 1987 r. w Bijsku) – rosyjski strzelec specjalizujący się w strzelaniu z karabinu, trzykrotny medalista igrzysk olimpijskich, dwukrotny złoty medalista igrzysk europejskich, wielokrotny medalista uniwersjady.

## Igrzyska olimpijskie
Zadebiutował podczas igrzysk olimpijskich w 2016 roku w Rio de Janeiro. Wystąpił w trzech konkurencjach. W karabinie pneumatycznym z 10 metrów nie zakwalifikował się do finału, kończąc kwalifikacje na 16. miejscu. Srebrny medal zdobył w konkurencji karabinu małokalibrowego w trzech pozycjach z 50 metrów. W kwalifikacjach pobił rekord olimpijski z wynikiem 1184 punktów, lecz w finale przegrał z Włochem Niccolò Camprianim o 0,3 punktu. Rywalizację za podium ukończył też w karabinie małokalibrowym w pozycji leżącej, zajmując czwarte miejsce.
| Igrzyska | Miejscowość    | Konkurencja                               | Kwalifikacje | Kwalifikacje | Finał | Finał   |
| Igrzyska | Miejscowość    | Konkurencja                               | Wynik        | Pozycja      | Wynik | Pozycja |
| -------- | -------------- | ----------------------------------------- | ------------ | ------------ | ----- | ------- |
| IO 2016  | Rio de Janeiro | Karabin pneumatyczny, 10 m                | 623,2        | 16.          | NQ    | NQ      |
| IO 2016  | Rio de Janeiro | Karabin małokalibrowy, trzy pozycje, 50 m | 1184         | 1. Q         | 458,5 | srebro  |
| IO 2016  | Rio de Janeiro | Karabin małokalibrowy, leżąc, 50 m        | 629,0        | 1. Q         | 165,8 | 4.      |

W 2021 roku, na rozgrywanych w Tokio letnich igrzyskach olimpijskich, zdobył dwa medale – srebro w konkurencji karabinu małokalibrowego (trzy postawy, 50 metrów) i brąz w konkurencji karabinu pneumatycznego (10 metrów, zawody mieszane).